# Prêmio Contigo! de TV de melhor atriz infantil
O Prêmio Contigo! de TV de Melhor Atriz Infantil é um prêmio oferecido anuelmente desde 1996 pela Revista Contigo!.

## Premiados
| Ano                                 | Atriz                | Novela                              | Emissora             | Ref.                 |
| ----------------------------------- | -------------------- | ----------------------------------- | -------------------- | -------------------- |
| 1996                                | Tatyane Goulart      | Angela em Quatro por Quatro         | TV Globo             | [ 1 ]                |
| 1997                                | Carolina Pavanelli   | Daniela em Quem É Você?             | TV Globo             | [ 2 ]                |
| 1998                                | Cecília Dassi        | Sandra em Por Amor                  | TV Globo             | [ 3 ]                |
| Não houve premiação de 1999 a 2001. |                      |                                     |                      |                      |
| 2002                                | Carla Diaz           | Khadija em O Clone                  | TV Globo             | [ 4 ]                |
| 2003                                | Cecília Dassi        | Bia em O Beijo do Vampiro           | TV Globo             | [ 5 ]                |
| 2004                                | Bruna Marquezine     | Salete em Mulheres Apaixonadas      | TV Globo             | [ 6 ] [ 7 ]          |
| 2005                                | Marcela Barrozo      | Bianca em Senhora do Destino        | TV Globo             | [ 8 ] [ 9 ]          |
| 2006                                | Carolina Oliveira    | Maria em Hoje É Dia de Maria        | TV Globo             | [ 10 ]               |
| 2007                                | Joana Mocarzel       | Clara em Páginas da Vida            | TV Globo             | [ 11 ] [ 12 ]        |
| 2008                                | Amanda Azevedo       | Benta em Sete Pecados               | TV Globo             | [ 13 ]               |
| 2009                                | Thavyne Ferrari      | Rafinha em Três Irmãs               | TV Globo             | [ 14 ]               |
| 2010                                | Klara Castanho       | Rafaela em Viver a Vida             | TV Globo             | [ 15 ] [ 16 ]        |
| 2011                                | Clara Tiezzi         | Mabi em Ti Ti Ti                    | TV Globo             | [ 17 ] [ 18 ]        |
| 2012                                | Jesuela Moro         | Júlia em A Vida da Gente            | TV Globo             | [ 19 ] [ 20 ]        |
| 2013                                | Mel Maia             | Rita em Avenida Brasil              | TV Globo             | [ 21 ] [ 22 ]        |
| 2014                                | Mel Maia             | Perola em Joia Rara                 | TV Globo             |                      |
| 2015                                | Giovanna Rispoli     | Claudia em Boogie Oogie             | TV Globo             | [ 23 ] [ 24 ]        |
| 2016                                | Não houve premiação. | Não houve premiação.                | Não houve premiação. | Não houve premiação. |
| 2017                                | Lorena Queiroz       | Dulce Maria em Carinha de Anjo      | SBT                  |                      |
| 2018                                | Sophia Valverde      | Poliana em As Aventuras de Poliana  | SBT                  |                      |
| 2020                                | Alice Palmar         | Queen em Salve-se Quem Puder        | TV Globo             |                      |
| 2021                                | Alice Palmar         | Queen em Salve-se Quem Puder        | TV Globo             |                      |
| 2022                                | Sofia Budke          | Isadora (criança) em Além da Ilusão | TV Globo             | [ 25 ]               |

## Mais premiadas
| Atriz         | Prêmios |
| ------------- | ------- |
| Cecília Dassi | 2       |
| Mel Maia      | 2       |

## Galeria de premiadas

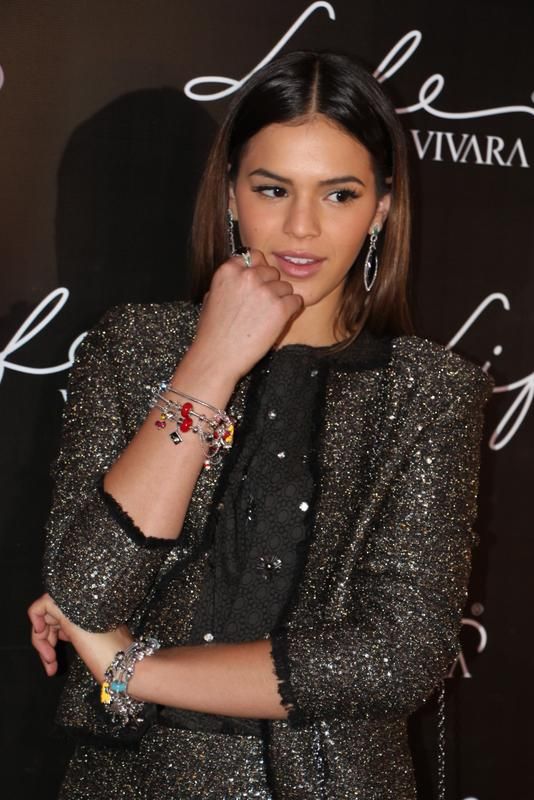
2004: Bruna Marquezine
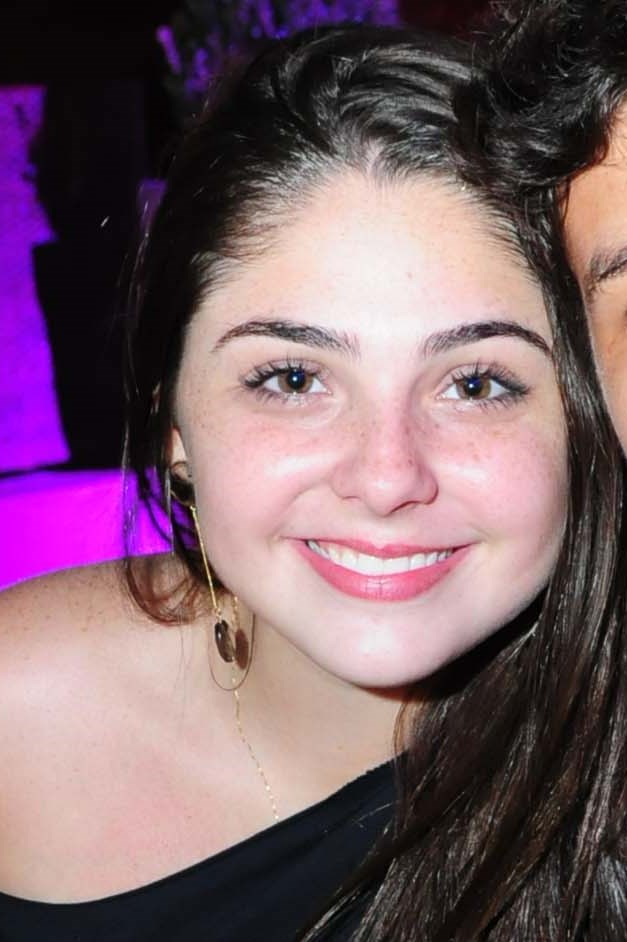
2005: Marcela Barrozo
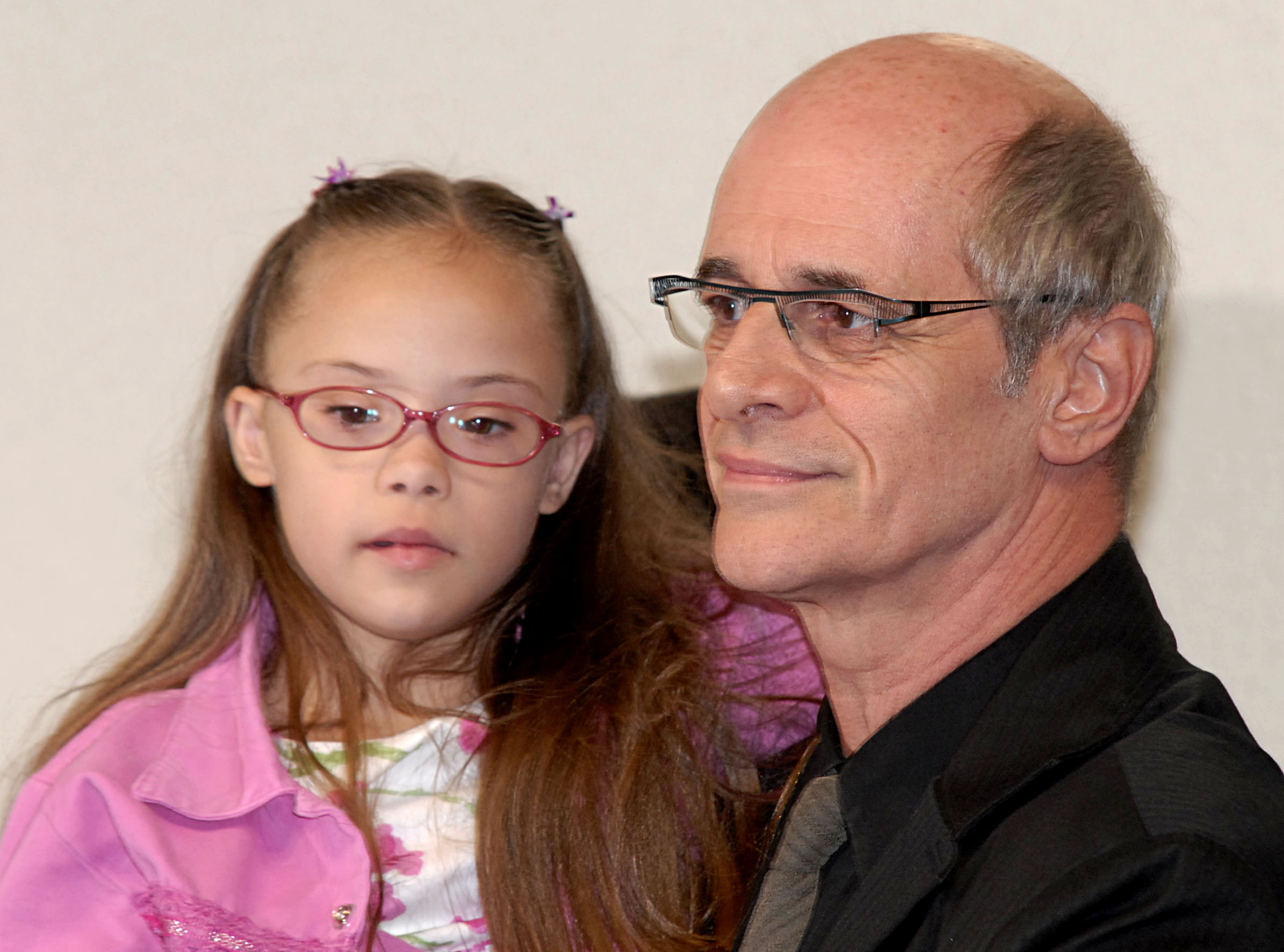
2007: Joana Morcarzel
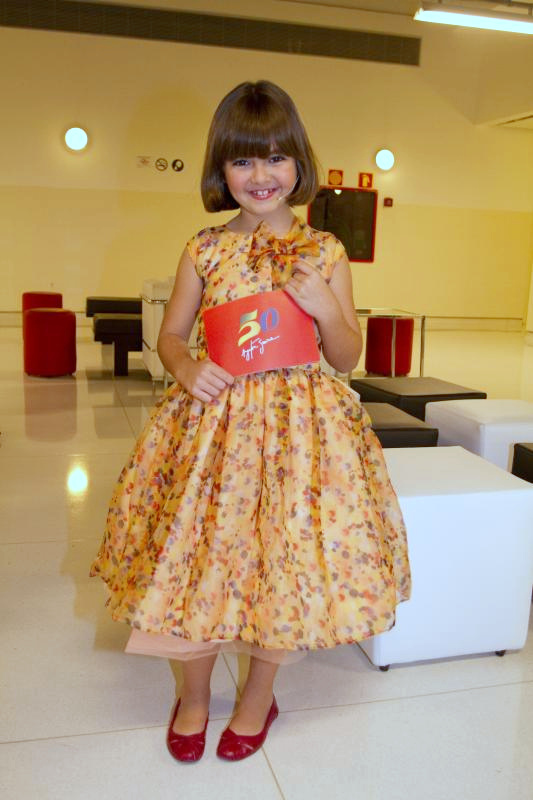
2010: Klara Castanho